# موتور طرح کشت کنگور
موتور طرح کشت کنگور یک منطقهٔ مسکونی در ایران است که در دهستان ارزوئیه واقع شده‌است.